# Рада Кирчева
Рада Кирчева по-известна като Баба Рада (1808 - 1868 г.) е видна общественичка и акушерка в град Варна.
По време на Руско-турската война от 1828-1829 г., когато Варна е обсадена от руските войски, Баба Рада успява да ги информира за разположението на османските части в града. Така успява да спаси от унищожение българското население и да спомогне за превземането на крепостта от руските войски.
След войната заедно с много българи емигрира в Бесарабия, където изучава акушерство. След връщането си във Варна започва да акушерства (бабува) и печели уважението на своите съграждани.
Скоро след Освобождението на нейно име е наречена улицата в централната част на Варна, на която е живяла. На 27 юли 2020 г. по случай 142-годишнината от Освобождението на Варна е открит неин барелеф на същата улица.